# Spenge
Spenge – miasto w Niemczech, położone w kraju związkowym Nadrenia Północna-Westfalia, w rejencji Detmold, w powiecie Herford. Na koniec 2010 roku liczyło 14 847 mieszkańców.

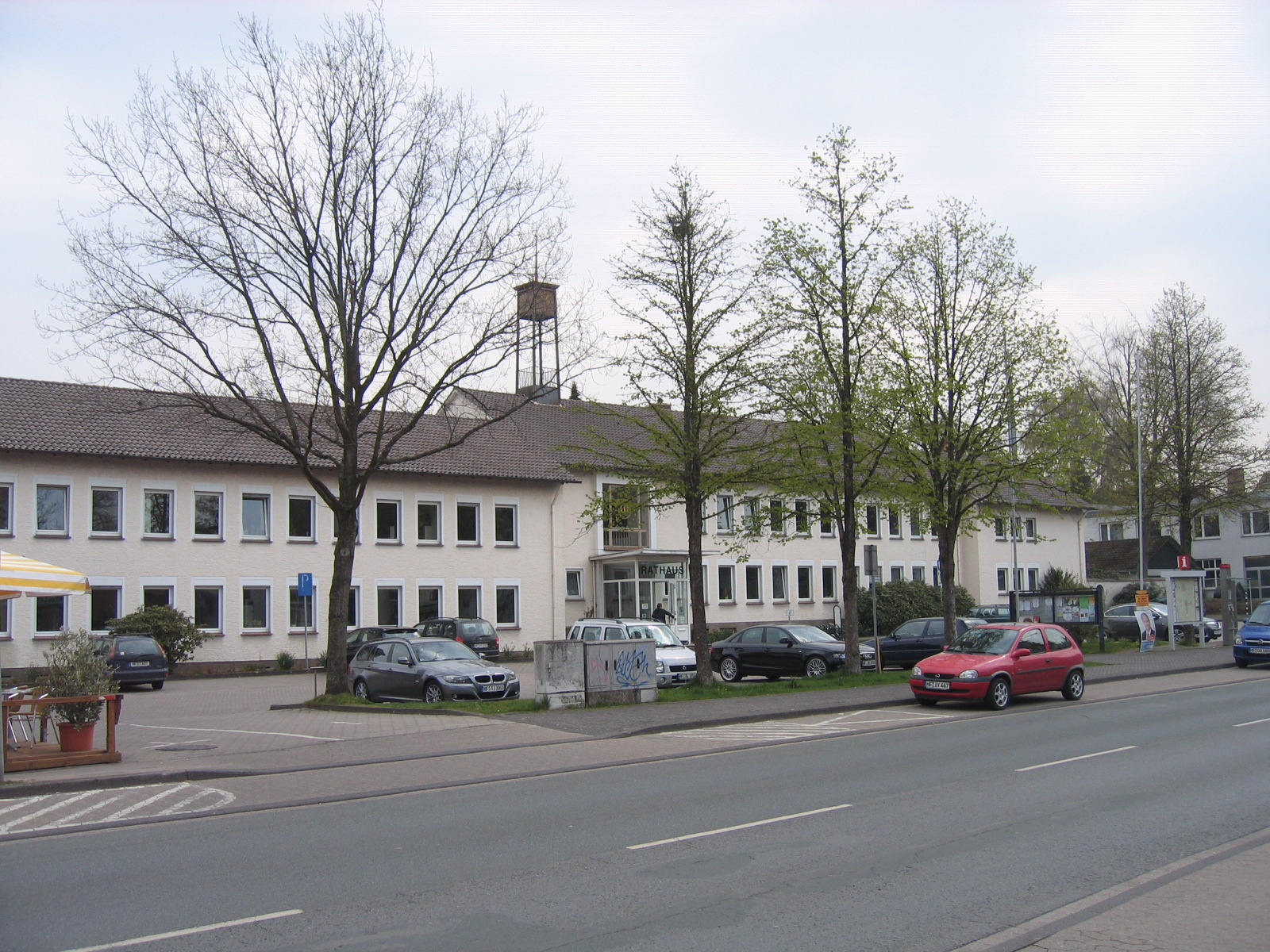
Ratusz w Spenge